# Tandzaver
Tandzaver (en arménien Տանձավեր) est une communauté rurale du marz de Syunik en Arménie. En 2008, elle compte 208 habitants.